# 小番宜一
小番 宜一（こつがい よしかず、1933年8月10日 - 2021年1月24日）は、日本の政治家。秋田県本荘市長（2期）、秋田県議会議員（1期）、本荘市議会議員（3期）、由利本荘市議会議員（1期）。

## 来歴
秋田県由利郡子吉村（のち本荘市、現・由利本荘市）出身。1949年、子吉村立子吉中学校卒。1971年、本荘市議に当選、3期務める。市議会副議長も務めた。

### 1983年本荘市長選挙
1983年、本荘市長選挙に立候補して、無投票の8選を目指した現職の佐藤憲一をわずか9票差で破って初当選を果たした。
※当日有権者数：-人 最終投票率：-%（前回比：-pts）
| 候補者名 | 年齢 | 所属党派 | 新旧別 | 得票数   | 得票率 | 推薦・支持 |
| -------- | ---- | -------- | ------ | -------- | ------ | ---------- |
| 小番宜一 | 49   | 無所属   | 新     | 12,194票 | 50.0%  | -          |
| 佐藤憲一 | 67   | 無所属   | 現     | 12,185票 | 50.0%  | -          |

1987年に再選を果たした。1991年には3期目を目指したが、元秋田県職員の柳田弘に敗れた。1995年、秋田県議選に立候補するが落選。1999年に再び立候補して当選する。秋田県議を1期務め、2003年に落選。同年11月の総選挙で供応、事前運動の公職選挙法違反容疑で逮捕された。同年12月、秋田簡裁で罰金50万円の略式命令が下り、公民権停止5年の処分が出た。
公民権停止が明けた2009年4月の由利本荘市議会議員補欠選挙で当選、同年10月の市議選で落選した。2021年1月24日午後2時31分、敗血症のため由利本荘市内の病院で死去、87歳。死没日をもって旭日小綬章追贈、正五位に叙される。